# Димитър Щиплиев
Димитър Христов Щиплиев е български деец от първата половина на XX век, кмет на Асеновград и Кавала, заместник-кмет на Пловдив. 

## Биография
Роден е на 2 август 1895 година в Дупница. Завършва Военното училище.
През 20-те и 30-те години живее в Пловдив. В 1928 година по негова идея новосъздаденият при обединението на БП-25 и „Тракийска слава“ футболен клуб е наречен „Левски“, както съществувал по-рано клуб в Пловдив, а той му е председател.
В периода 1935 – 1939 г.  е заместник-кмет на Пловдив и кмет на Асеновград.
По време на българско управление в Македония, Поморавието и Западна Тракия (1941 – 1944) е кмет на град Кавала от 8 август 1941 до 9 септември 1944 година. По време на кметуването му евреите от Кавала са депортирани.
След Деветосептемврийския преврат съдбата му е неизвестна. Съден е задочно от XI върховен състав на т. нар. Народен съд и е осъден на смърт, с конфискация на цялото имущество, и да заплати 5 милиона лева глоба в полза на държавното съкровище.